# Canales de Marte

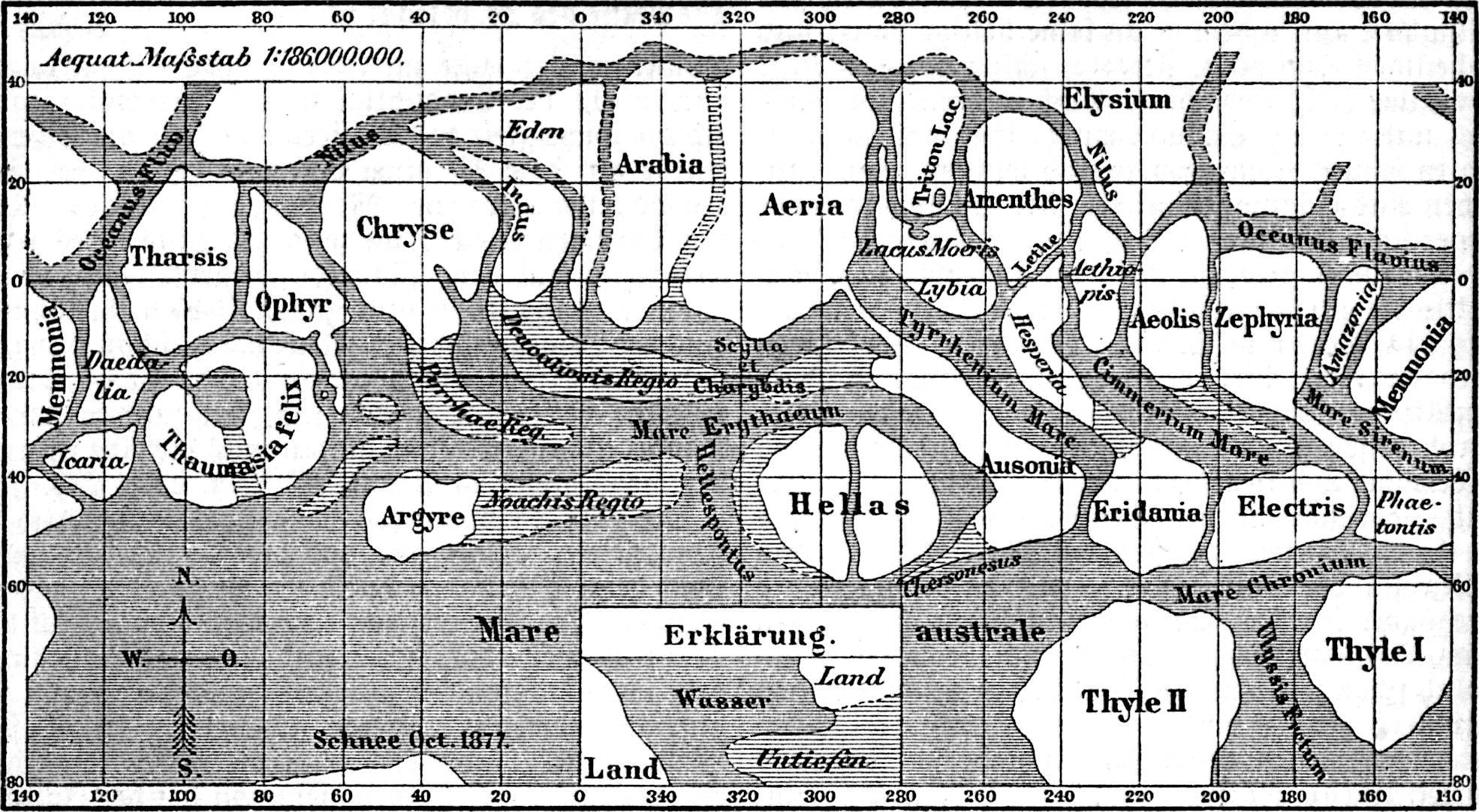
Mapa de Marte por Giovanni Schiaparelli.

Los canales de Marte son líneas que varios astrónomos han creído ver en la superficie del planeta Marte.
Casi desde el principio, las observaciones telescópicas habían mostrado que en la superficie de Marte se encontraban grandes regiones brillantes de color amarillento, a las que se llamó “desiertos”, que cubrían las tres cuartas partes del suelo del planeta. 
En 1877, el astrónomo italiano Giovanni Schiaparelli observó que sobre estas regiones se veían formaciones rectilíneas de color oscuro; se les dio el nombre de “canales”. Realizando observaciones de Marte entre 1895 y 1908, el astrónomo estadounidense Percival Lowell, investigador de gran prestigio en el mundo de la ciencia, llegó a la conclusión de que los canales habían sido construidos por seres inteligentes para llevar el agua, que escaseaba en la superficie marciana, desde los casquetes polares hasta las regiones desérticas. 
Sin embargo, otras y mejores observaciones realizadas con telescopios más potentes por José Comas y Solá y Eugène Antoniadi también a principios del siglo XX demostraron que, aunque realmente existían ciertos accidentes geográficos de trazado aparentemente más o menos lineal en la superficie marciana (que correspondían a los llamados canales de Lowell), de ningún modo poseían las notables características que denotaban construcción artificial descritas por él. 
Los "canales artificiales" del astrónomo estadounidense tenían su origen en un efecto óptico producido por las imperfecciones inevitables de las lentes de los telescopios de entonces, unido a la pareidolia.